# Course en ligne masculine des juniors aux championnats du monde de cyclisme sur route 2023
La course en ligne masculine des juniors (moins de 19 ans) aux championnats du monde de cyclisme sur route 2023 a lieu le 5 août 2023 sur 127,2 kilomètres à Glasgow, au Royaume-Uni.

## Parcours
Le parcours comprend neuf tours du circuit dans la ville de Glasgow, pour une distance totale de 127,2 kilomètres avec un dénivelé positif total de 1865 mètres.
Le circuit est long de 14,3 kilomètres et comprend une montée raide de 200 mètres avec une pente moyenne de près de 10 %, ainsi que de nombreuses parties techniques (42 virages par tour) et du mobilier urbain.

## Favorites
Les principaux favoris sont les coureurs qui ont dominé la saison internationale et notamment les courses de la Coupe des Nations, à savoir l'Australien Oscar Chamberlain, le Norvégien Jørgen Nordhagen, les Belges Sente Sentjens, Jarno Widar et Steffen De Schuyteneer, ainsi que les Français Matys Grisel et Paul Seixas. Les autres prétendants sont les Allemands Louis Leidert et Paul Fietzke, l'Américain Andrew August, les Danois Patrick Frydkjær et Theodor Storm, ainsi que le Néerlandais Senna Remijn.

## Classement
| Rang                               | Coureur                  | Pays                   | Temps          |
| ---------------------------------- | ------------------------ | ---------------------- | -------------- |
| Médaille d'or, Coupe du Monde      | Albert Withen Philipsen  | Danemark               | 3 h 6 min 26 s |
| Médaille d'argent, Coupe du Monde  | Paul Fietzke             | Allemagne              | + 1 min 19 s   |
| Médaille de bronze, Coupe du Monde | Felix Ørn-Kristoff       | Norvège                | m.t.           |
| 4                                  | Juan David Sierra        | Italie                 | + 1 min 24 s   |
| 5                                  | Theodor Storm            | Danemark               | + 1 min 29 s   |
| 6                                  | Jørgen Nordhagen         | Norvège                | + 1 min 43 s   |
| 7                                  | Steffen De Schuyteneer   | Belgique               | + 2 min 57 s   |
| 8                                  | Sebastian Grindley       | Grande-Bretagne        | + 2 min 59 s   |
| 9                                  | Žak Eržen                | Slovénie               | + 3 min 1 s    |
| 10                                 | Oscar Chamberlain        | Australie              | m.t.           |
| 11                                 | Senna Remjin             | Pays-Bas               | m.t.           |
| 12                                 | Kryštof Kral             | Tchéquie               | m.t.           |
| 13                                 | Storm Ingebrigtsen       | Norvège                | m.t.           |
| 14                                 | Sente Sentjens           | Belgique               | m.t.           |
| 15                                 | Kasper Haugland          | Norvège                | m.t.           |
| 16                                 | Theodor Clemmensen       | Danemark               | m.t.           |
| 17                                 | Wil Holmes               | Australie              | m.t.           |
| 18                                 | Viego Tussen             | Pays-Bas               | m.t.           |
| 19                                 | Mikal Grimstad Uglehus   | Norvège                | m.t.           |
| 20                                 | Matys Grisel             | France                 | m.t.           |
| 21                                 | Andrea Bessega           | Italie                 | m.t.           |
| 22                                 | Jakob Omrzel             | Slovénie               | m.t.           |
| 23                                 | Tomos Pattinson          | Grande-Bretagne        | m.t.           |
| 24                                 | Patryk Goszczurny        | Pologne                | m.t.           |
| 25                                 | Paul Seixas              | France                 | m.t.           |
| 26                                 | Adrià Pericas            | Espagne                | m.t.           |
| 27                                 | Louis Leidert            | Allemagne              | m.t.           |
| 28                                 | Joshua Cranage           | Australie              | m.t.           |
| 29                                 | Kasper Borremans         | Finlande               | m.t.           |
| 30                                 | Héctor Álvarez           | Espagne                | m.t.           |
| 31                                 | Henry Neff               | États-Unis             | + 3 min 06     |
| 32                                 | Erazem Valjavec          | Slovénie               | + 3 min 18 s   |
| 33                                 | Matthew Brennan          | Grande-Bretagne        | + 3 min 44 s   |
| 34                                 | Karst Hayma              | Pays-Bas               | + 6 min 20 s   |
| 35                                 | Matthias Schwarzbacher   | Slovaquie              | + 6 min 34 s   |
| 36                                 | Victor Vaneeckhoutte     | Belgique               | + 10 min 21 s  |
| 37                                 | Maxime Decomble          | France                 | m.t.           |
| 38                                 | Ian Kings                | Allemagne              | m.t.           |
| 39                                 | Luke Fetzer              | États-Unis             | + 11 min 58 s  |
| 40                                 | Lars Vanden Heede        | Belgique               | m.t.           |
| 41                                 | Sjors Lugthart           | Pays-Bas               | + 12 min 07 s  |
| 42                                 | Daniil Yakovlev          | Ukraine                | m.t.           |
| 43                                 | Ville Merlov             | Suède                  | + 12 min 11 s  |
| 44                                 | Kristupas Mikutis        | Lituanie               | + 12 min 14 s  |
| 45                                 | Zsombor Takacz           | Hongrie                | + 12 min 21 s  |
| 46                                 | Victor Benareau          | Suisse                 | + 12 min 29 s  |
| 47                                 | Thom van der Werff       | Pays-Bas               | m.t.           |
| 48                                 | Ikki Watanabe            | Japon                  | m.t.           |
| 49                                 | Charles Bergeron         | Canada                 | m.t.           |
| 50                                 | Martti Lenzius           | Estonie                | m.t.           |
| 51                                 | Bernardo Cambareri       | Argentine              | m.t.           |
| 52                                 | Ciro Pérez               | Uruguay                | m.t.           |
| 53                                 | Bálint Feldhoffer        | Hongrie                | m.t.           |
| 54                                 | Filip Gruszczynski       | Pologne                | m.t.           |
| 55                                 | Finn Wilson              | Nouvelle-Zélande       | m.t.           |
| 56                                 | Martin Bárta             | Tchéquie               | m.t.           |
| 57                                 | Marcel Skok              | Slovénie               | m.t.           |
| 58                                 | Andrey André             | Brésil                 | m.t.           |
| 59                                 | Andrei Carbunarea        | Roumanie               | m.t.           |
| 60                                 | Álvaro García Giménez    | Espagne                | m.t.           |
| 61                                 | Ryno Schutte             | Afrique du Sud         | m.t.           |
| 62                                 | Nicolas Ginter           | Suisse                 | m.t.           |
| 63                                 | Florian Hochuli          | Suisse                 | m.t.           |
| 64                                 | Matthew Ney              | Canada                 | m.t.           |
| 65                                 | Manolo Wrolich           | Autriche               | + 12 min 41 s  |
| 66                                 | Andreas Krogh Jensen     | Danemark               | + 12 min 42 s  |
| 67                                 | Gusts Lapins             | Lettonie               | + 12 min 48 s  |
| 68                                 | Julian Abi Manyu         | Indonésie              | + 12 min 51 s  |
| 69                                 | Seth Dunwoody            | Irlande                | + 14 min 25 s  |
| 70                                 | Luiz Fernando de Almeida | Brésil                 | + 18 min 56 s  |
| --                                 | Ethan Powell             | Canada                 | Abandon        |
| --                                 | Karl Kurits              | Estonie                | Abandon        |
| --                                 | Szymon Wisniewski        | Pologne                | Abandon        |
| --                                 | Cian Hampton             | Autriche               | Abandon        |
| --                                 | Oliver Korva             | Pays-Bas               | Abandon        |
| --                                 | Karim Mliki              | Tunisie                | Abandon        |
| --                                 | Danylo Chernomortsev     | Ukraine                | Abandon        |
| --                                 | Mateo Duque              | Argentine              | Abandon        |
| --                                 | César Leonel Cisneros    | Mexique                | Abandon        |
| --                                 | Pavel Sumpik             | Tchéquie               | Abandon        |
| --                                 | Lawrence Lorot           | Ouganda                | Abandon        |
| --                                 | Tiago Santos             | Portugal               | Abandon        |
| --                                 | Olivers Slrapcis         | Lettonie               | Abandon        |
| --                                 | Radostin Zlatev          | Bulgarie               | Abandon        |
| --                                 | Catalin-Luca Campean     | Roumanie               | Abandon        |
| --                                 | José Moreira             | Portugal               | Abandon        |
| --                                 | Robinson Rincón          | Colombie               | Abandon        |
| --                                 | Filippo Cettolin         | Italie                 | Abandon        |
| --                                 | Juan David Urián         | Colombie               | Abandon        |
| --                                 | Darren Parham            | États-Unis             | Abandon        |
| --                                 | Kevin Navas              | Équateur               | Abandon        |
| --                                 | Gustav Magnusson         | Suède                  | Abandon        |
| --                                 | Rodrigo Alonso           | République dominicaine | Abandon        |
| --                                 | Eli Tregidga             | Nouvelle-Zélande       | Abandon        |
| --                                 | Matvey Ushakov           | Ukraine                | Abandon        |
| --                                 | Patrick Frydkjær         | Danemark               | Abandon        |
| --                                 | David John Thompson      | États-Unis             | Abandon        |
| --                                 | Simone Gualdi            | Italie                 | Abandon        |
| --                                 | Luca Giaimi              | Italie                 | Abandon        |
| --                                 | Cohen Jessen             | Australie              | Abandon        |
| --                                 | Aubin Sparfel            | France                 | Abandon        |
| --                                 | Bruno Keßler             | Allemagne              | Abandon        |
| --                                 | Bachir Chennafi          | Algérie                | Abandon        |
| --                                 | Jan Bittner              | Tchéquie               | Abandon        |
| --                                 | Fynn Ury                 | Pays-Bas               | Abandon        |
| --                                 | Michal Strzelecki        | Pologne                | Abandon        |
| --                                 | Achraf El Kurymy         | Maroc                  | Abandon        |
| --                                 | Jehad Alhassan           | Arabie saoudite        | Abandon        |
| --                                 | Felipe Chan              | Panama                 | Abandon        |
| --                                 | Karl-Nicolas Grönlund    | Finlande               | Abandon        |
| --                                 | Muhammad Nurahmat        | Indonésie              | Abandon        |
| --                                 | Carter Guichard          | Nouvelle-Zélande       | Abandon        |
| --                                 | Kazuma Fujimura          | Japon                  | Abandon        |
| --                                 | Mats Berns               | Pays-Bas               | Abandon        |
| --                                 | Ben Wiggins              | Grande-Bretagne        | Abandon        |
| --                                 | Arthur Blaise            | France                 | Abandon        |
| --                                 | Jose Kleinsmit           | Afrique du Sud         | Abandon        |
| --                                 | Gabriel Ulcuango         | Équateur               | Abandon        |
| --                                 | Muhammad Aflah           | Indonésie              | Abandon        |
| --                                 | Veselin Georgiev         | Bulgarie               | Abandon        |
| --                                 | Kamya Richard Bukenya    | Ouganda                | Abandon        |
| --                                 | Riad Bakhti              | Algérie                | Abandon        |
| --                                 | Ángel David Rodríguez    | République dominicaine | Abandon        |
| --                                 | Jaka Marolt              | Slovénie               | Abandon        |
| --                                 | Liam O'Brien             | Irlande                | Abandon        |
| --                                 | Samuel Novák             | Slovaquie              | Abandon        |
| --                                 | El Mahdi El Aarbaoui     | Maroc                  | Abandon        |
| --                                 | Facundo Arias            | Chili                  | Abandon        |
| --                                 | Jonas Reibsch            | Allemagne              | Abandon        |
| --                                 | Konstantínos Berdempes   | Grèce                  | Abandon        |
| --                                 | Mounir Laloui            | Algérie                | Abandon        |
| --                                 | Yahya Bourkila           | Maroc                  | Abandon        |
| --                                 | Tinnapat Muangdet        | Thaïlande              | Abandon        |
| --                                 | José María Alcocer       | Mexique                | Abandon        |
| --                                 | Carlos Montes de Oca     | Cuba                   | Abandon        |
| --                                 | Mohammed Majrashi        | Arabie saoudite        | Abandon        |
| --                                 | Jarno Widar              | Belgique               | Abandon        |
| --                                 | Janvier Shyaka           | Rwanda                 | Abandon        |
| --                                 | Felipe Reyes             | Uruguay                | Abandon        |
| --                                 | Serdar Gedik             | Turquie                | Abandon        |
| --                                 | Djaoued Nehari           | Algérie                | Abandon        |
| --                                 | Nuntakorn Nontakeaw      | Thaïlande              | Abandon        |
| --                                 | Jed Smithson             | Grande-Bretagne        | Abandon        |
| --                                 | Markel Beloki            | Espagne                | Abandon        |
| --                                 | Markus Maeuibo           | Estonie                | Abandon        |
| --                                 | Deqaqa Jeno              | Éthiopie               | Abandon        |
| --                                 | Anes Riahi               | Algérie                | Abandon        |
| --                                 | Lovemore Ntini           | Zimbabwe               | Abandon        |
| --                                 | Qodirov Komron           | Tadjikistan            | Abandon        |
| --                                 | George Ascott            | Zimbabwe               | Abandon        |
| --                                 | Drissa Bamba             | Mali                   | Abandon        |
| --                                 | Llian Alexandre          | Suisse                 | Abandon        |
| --                                 | Andrew August            | États-Unis             | Non partant    |
| --                                 | Kevin Nshutiraguma       | Rwanda                 | Non partant    |